# Claudio D'Onofrio
Claudio D'Onofrio (Visciano, 3 febbraio 1971) è un ex calciatore italiano, di ruolo attaccante.

## Carriera
Inizia la sua carriera in Serie C2 a Nola, dove si mette in luce giovanissimo, diventando titolare a 17 anni non ancora compiuti.
Fa il suo esordio in Serie A il 30 dicembre 1989, con la maglia del Lecce, entrando a pochi minuti dalla fine al posto di Paolo Benedetti nella gara persa contro la Juventus. Con i salentini, nella massima serie, colleziona 12 presenze senza reti in campionato. Realizza però un gol nella partita di ritorno degli ottavi di finale di Coppa Italia, il 21 novembre 1991, contro il Milan di Arrigo Sacchi. Sempre con i giallorossi colleziona altre 15 presenze ed un gol nella serie cadetta. La rete risale alla gara di Serie B contro l'Ascoli del 6 dicembre 1992, quando siglò il decisivo 3-3 allo scadere.
Disputa diverse stagioni in Serie C1 vestendo le maglie di Lodigiani, Fasano, Lumezzane e Tricase, e chiude la sua carriera nelle serie dilettantistiche campane, giocando il suo ultimo anno in Seconda Categoria a Comiziano.
Nel 2010 intraprende la carriera da allenatore nei settori giovanili, prima nella sua Visciano, e poi con esperienze nel Gladiator e con il Ginosa.

## Palmarès

### Club

#### Competizioni nazionali
- Serie C1: 1

Lecce: 1995-1996